# 郑仁诲
郑仁诲（？—955年），字日新，太原府晋阳县（今山西省太原市）人，中国五代十国军事人物。周太祖时枢密使、同平章事。
郑仁诲之父郑霸以太子太师致仕。从少好练弓箭骑击，初时在后唐骁将陈绍光手下办事，后唐、后晋时在河东任军职。刘知远镇河东，郑仁诲归附。不久回乡隐居读书。后汉时，郭威镇守邺都（今河北省大名县），常登门征问治理军国大计，还请他出仕辅助。郑仁诲任职郭威属下，参掌军机。郭威升枢密使，任郑仁诲为检校吏部尚书。郭威称帝建立后周，郑仁诲检校司空、客省使兼大内都点检、恩州团练使，历任枢密副使，宣徽北院使、右卫大将军，出镇澶渊，转检校太保，入为枢密使，加同平章事。后周世宗柴荣率领大军北征，郑仁诲为东京留守，执掌调发军资，供应不断。显德二年（955年），死后谥忠正。

## 延伸阅读
[在维基数据编辑]
 《舊五代史·卷123》，出自薛居正《舊五代史》
 《新五代史/卷31》，出自歐陽修《新五代史》